# Gary Burrill

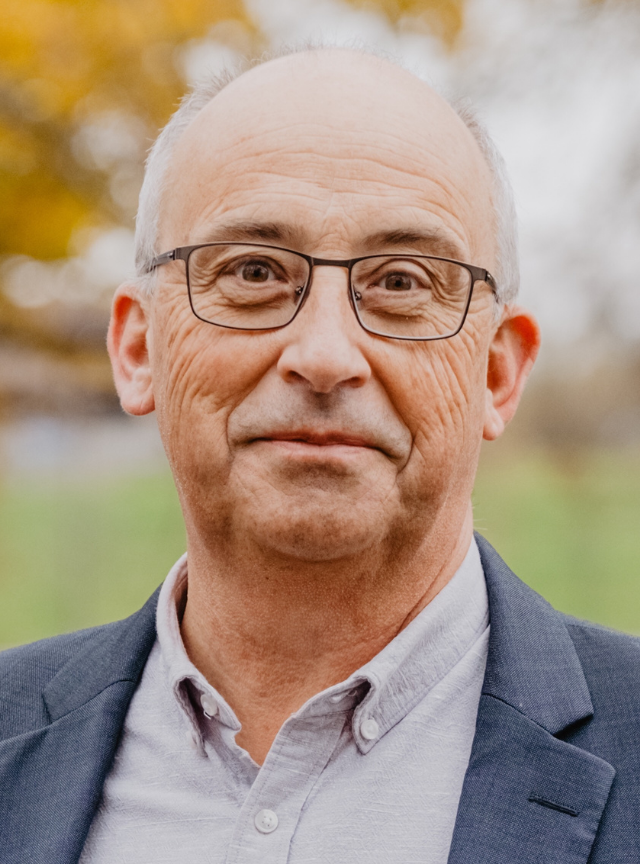
Gary Burrill (2021)

Gary Clayton Burrill (* 1. Januar 1955 in Woodstock, New Brunswick) ist ein kanadischer Politiker und Pfarrer. Von 2016 bis 2022 war er Vorsitzender der Nova Scotia New Democratic Party. Von 2009 bis 2013 war er Abgeordneter des Abgeordnetenhauses von Nova Scotia für den Wahlkreis Colchester-Musquodoboit Valley und von 2017 bis 2024 für den Wahlkreis Halifax Chebucto.

## Frühes Leben
Burrill wurde am 1. Januar 1955 in Woodstock, New Brunswick, geboren. Sein Vater war Pfarrer der Vereinigten Kirche von Kanada. 1978 erwarb er einen Masterabschluss in Geschichte an der Queen’s University. Nach seinem Abschluss lehrte er an der Mount Saint Vincent University und der Saint Mary’s University Halifax. In den 1980er Jahren war er außerdem Herausgeber von New Maritimes, einer linksgerichteten politischen Zeitschrift. Später erwarb er einen Masterabschluss in Theologie an der Harvard University. 1992 wurde er Pfarrer der Vereinigten Kirche im Ort Upper Musquodoboit, Nova Scotia.

## Politische Karriere
Bei der Provinzwahl 2009 in Nova Scotia war Burrill der Kandidat der Nova Scotia New Democratic Party für den Wahlkreis Colchester-Musquodoboit Valley. Er war der erste und einzige nicht-konservative Kandidat, der den Wahlkreis gewann. In der Provinzregierung von Darrell Dexter war Burrill für die Veteranenbetreuung und den sozialen Wohnungsbau verantwortlich. Bei der Provinzwahl 2013 unterlag er und belegte im Wahlkreis den zweiten Platz.
Nach dem Rücktritt des Parteivorsitzenden Darrell Dexter kündigte Burrill an, für den Vorsitz zu kandidieren. Beim Parteitag 2016 wurde er zum Vorsitzenden gewählt und setzte sich gegen die Politikerin/Schauspielerin Lenore Zann und den Abgeordneten Dave Wilson durch. Bei der Provinzwahl 2017 kehrte er in das Abgeordnetenhaus von Nova Scotia zurück, indem er den Liberalen Joachim Stroink im Wahlkreis Halifax Chebucto besiegte. Burrill führte die Partei bei den Provinzwahlen 2017 und 2021 an. Während der Wahlkämpfe 2017 und 2021 versprachen Burrill und die Partei eine Erhöhung des Mindestlohns, Schutz für Mieter und Gesetze gegen Racial Profiling. Bei beiden Wahlen erhielt die Partei rund 20 % der Stimmen.
Da die Partei unter seiner Führung keine Sitze hinzugewinnen konnte, kündigte Burrill seinen Rücktritt im November 2021 an. Seine Nachfolgerin als Parteivorsitzende wurde Claudia Chender. Im Juli 2024 gab Burrill bekannt, dass er bei den Provinzwahl 2024 in Nova Scotia nicht zur Wiederwahl antreten werde.